# Tractat de París (1898)
El Tractat de París de 1898 -signat el 10 de desembre de 1898- va acabar la Guerra Hispano-estatunidenca i mitjançant el qual, Espanya va abandonar les seves demandes sobre Cuba, que va declarar la seva independència. Filipines, Guam i Puerto Rico van ser oficialment lliurades als Estats Units per 20 milions de dòlars.
Tot i que durant les negociacions Espanya va intentar incloure nombroses esmenes, finalment no va tenir més remei que acceptar totes i cadascuna de les imposicions nord-americanes, ja que havia perdut la guerra i era conscient que el superior poder armamentístic nord-americana podria posar en perill altres possessions espanyoles a Europa i Àfrica.
El tractat es va signar sense la presència dels representants dels territoris envaïts pels Estats Units, el que va provocar un gran descontentament entre la població d'aquestes ex-colònies, especialment en el cas de les Filipines, que acabaria enfrontant-se contra els Estats Units en la Guerra filipino-americana
Les restants possessions espanyoles d'ultramar (Illes Mariannes, Carolines i Palaos), incapaces de ser defensades a causa de la seva llunyania i la destrucció de bona part de la flota espanyola, van ser venudes a Alemanya en 1899 per 25 milions de marcs alemanys segons el tractat hispanoalemany.